# Sakamaki Kazuo

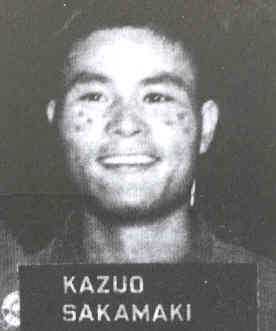
Sakamaki Kazuo als Kriegsgefangener, Ende 1941 oder 1942.

Sakamaki Kazuo (jap. 酒巻 和男; * 8. November 1918; † 29. November 1999 in Toyota-shi, Präfektur Aichi) war ein japanischer Marineleutnant, der als Kommandant eines der fünf japanischen Zwei-Mann-U-Boote beim Angriff auf Pearl Harbor am 7. Dezember 1941 teilnahm.
Er versuchte trotz beschädigtem Kreiselkompass einen Torpedoangriff im Hafen, wurde dabei aber von einem Zerstörer entdeckt und angegriffen. Bei den Ausweichmanövern lief das U-Boot mehrmals fest, wobei die Torpedorohre beschädigt wurden und Wasser in den Druckkörper eindrang. Zudem traten aus den Batterien giftige Dämpfe aus. Da eine Weiterführung des Angriffes dadurch unmöglich wurde, entschloss sich Sakamaki zum Mutter-U-Boot zurückzukehren. Dabei lief das U-Boot endgültig auf ein Riff auf, sodass er mit seinem Besatzungsmitglied Inagaki Kiyoshi zum Ausbooten gezwungen war und an Land schwamm, wo er von amerikanischen Soldaten aufgegriffen und der erste japanische Kriegsgefangene der Amerikaner im Pazifikkrieg wurde. Inagaki Kiyoshi wurde später tot aufgefunden. Er konnte nicht schwimmen und ertrank, als er zum Ufer gelangen wollte.
1946 kehrte Sakamaki aus der Kriegsgefangenschaft nach Japan zurück und trat in die Firma Toyota ein, wo er in der Exportabteilung tätig war. Über seine Gefangenschaft berichtete er in seinem 1949 erschienenen Buch horyo daiichigō (捕虜第一號, „Kriegsgefangener Nr. 1“), das auch in Englisch mit dem Titel I Attacked Pearl Harbor veröffentlicht wurde. Von 1969 bis 1983 leitete er die brasilianische Niederlassung von Toyota. Anschließend arbeitete er wieder in Japan bis zu seiner Pensionierung 1987. Bei einem Historikertreffen in Texas 1991 sah er nach 50 Jahren zum ersten Mal sein U-Boot wieder.